# Åkerfelt
Åkerfelt är en adlig ätt, härstammande från Johan Olofsson, vilken 1646 adlades och då fick namnet Åkerfelt och introducerades på Riddarhuset i Stockholm under nr 387. Släktnamnet har även skrivits Ackerfelt, von Ackerfelt och Åkerfeldt. Den på svenska riddarhuset introducerade ätten utslocknade den 24 november 1836.

## Historik
Den nämnde Johan Olofsson, adlad Åkerfelt, var född 1590 i Lundby, Ösby, och dog 26 mars 1661 i Reval, Estland. Han var gift med Märta von Hartwig.
Maria Elisabet Åkerfelt (1725-1781), dotter till majoren Zacharias Åkerfelt (född 10 april 1682 i Riga, död 1753 i Stockholm) och Maria Margareta Scheffel (född 25 november 1695 i Wismar, död 20 januari 1776 i Stockholm), blev i sitt gifte med komministern Henrik Strindberg (1708-1767) farfars mor till författaren August Strindberg och farmors mormor till medicinprofessorn vid Uppsala universitet Axel Otto Lindfors (1852-1909). Den senare var farfar till skådespelerskan Viveca Lindfors.